# Jiří Binko
Jiří Binko (3. října 1918 Krucemburk – 16. prosince 1985 Praha) byl akademický malíř, grafik a autor vitráží a figurálních i ornamentálních mříží zejména pro historické objekty.

## Život
Jiří Binko se narodil v posledních týdnech 1. světové války v Krucemburku jako syn Dušana a Antonie Binkových. V Krucemburku také vychodil obecnou a měšťanskou školu. Po absolvování Státní reálky v Pardubicích zahájil roku 1935 studium na Státní umělecko-průmyslové škole v Praze v ateliéru figurální a ornamentální kresby. Tamtéž od roku 1938 navštěvoval speciální školu pro užitou grafiku, knižní umění a propagaci profesora Jaroslava Bendy. Studium ukončil v roce 1941. Zbytek války prožil v rodném kraji – byl totálně nasazen jako pomocný dělník u firmy Eckhardt a.s. v Chotěboři a ve strojírnách a slévárnách Josefa Janáčka na Starém Ransku (tam také spolupracoval s místním divadelním ochotnickým spolkem, pro jehož scénu realizoval divadelní kulisy). V této době se seznámil se svou budoucí celoživotní partnerkou Květuší, rozenou Hladovou, z Hlinska. Sňatek uzavřeli roku 1946 v nedalekých Kameničkách, oddávajícím byl krucemburský farář P. Karel Wiesner.
Od konce 40. do počátku 60. let pracoval akademický malíř Jiří Binko střídavě jako samostatný výtvarník, byl zaměstnancem mozaikářské huti firmy Umělecká řemesla a návrhového atelieru nakladatelství Orbis. Další zaměstnání úřednického charakteru opustil hned, jakmile celkové podmínky ve státě umožňovaly návrat ke svobodné výtvarné činnosti. Byl členem Svazu čs. výtvarných umělců od jeho založení až do doby jeho rozpuštění (1969) – členem nového politicky kontrolovaného SČVU (od 1970) se nestal. K výkonu svobodného povolání pak tehdejší nezařazené výtvarníky opravňovala jen registrace u Československého fondu výtvarných umělců, veškerá jejich tvorba pro veřejný prostor však podléhala schvalování tzv. uměleckých komisí.
Jiří Binko byl celý život spojen s rodným krajem a jeho uměleckými tradicemi: rodinné vazby k malíři Františku Kavánovi, sochaři Janu Štursovi, architektu Josefu Gočárovi, průkopníku fotografie Josefu Binkovi. Dlouhodobé přátelství jej vázalo i s Janem Zrzavým.

## Dílo

### Vitráže
P. Karel Wiesner byl iniciátorem první velké práce Jiřího Binka – skleněných mozaikových oken do krucemburského kostela sv. Mikuláše. Zde, stejně jako v dalších dílech, projevil schopnost moderně umělecky ztvárnit zadané téma často chrámového charakteru, přiblížit je pojetí druhé poloviny 20. století a zároveň návrh citlivě zasadit do prostředí architektury konkrétního historického období. Na okna v Krucemburku zobrazující české patrony (sv. Václava, sv. Ludmilu, sv. Anežku, sv. Zdislavu, sv, Prokopa a sv, Víta) navázal cyklem jihočeských gotických madon v Kraselově na Strakonicku (raná 50. léta), dále okny v kostele v Křižánkách na Žďársku (1961), vitráže pro někdejší pracoviště Astronomického ústavu Československé akademie věd umístěné v benediktinském klášteře Na Slovanech (Emauzy) (1961) nebo vitráže s motivem lazebnických ledňáčků krále Václava IV. ve Staroměstské mostecké věži v Praze.

Jiří Binko: vitráže
Jiří Binko, vitráž v kostele svatého Mikuláše v Krucemburku, motiv Svatá Anežka, 1945, Foto: Taťána Binková
Jiří Binko, vitráž v kostele svatého Mikuláše v Krucemburku, motiv Svatá Ludmila, 1945, Foto: Taťána Binková
Jiří Binko, vitráž v kostele svatého Mikuláše v Krucemburku, motiv Svatý Ambrož, 1945, foto: Taťána Binková
Jiří Binko, vitráž v kostele svatého Mikuláše v Krucemburku, motiv Svatý Václav, 1945, foto: Taťána Binková
Jiří Binko, vitráž v kostele svatého Mikuláše v Krucemburku, motiv Svatý Prokop, 1945, foto: Taťána Binková
Jiří Binko, vitráž v kostele svatého Mikuláše v Krucemburku, motiv Svatá Zdislava, 1945, foto Taťána Binková
Jiří Binko, vitráž v kostele svatého Mikuláše v Krucemburku, motiv Svatý Vít, 1945, foto Taťána Binková
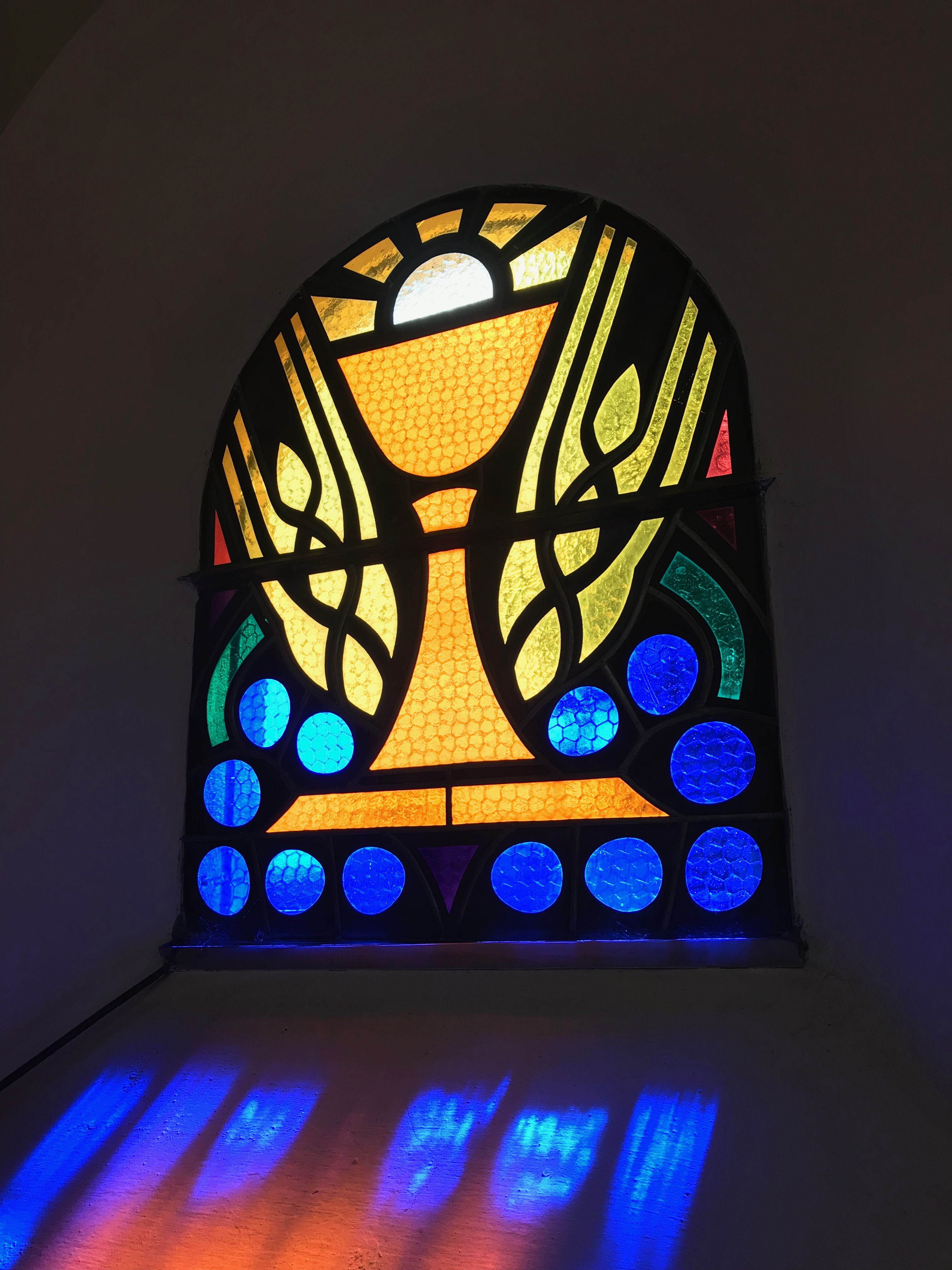
Jiří Binko, vitráž v kostele v Křižánkách na Vysočině, motiv kalich, 1961, foto: Simona Binko
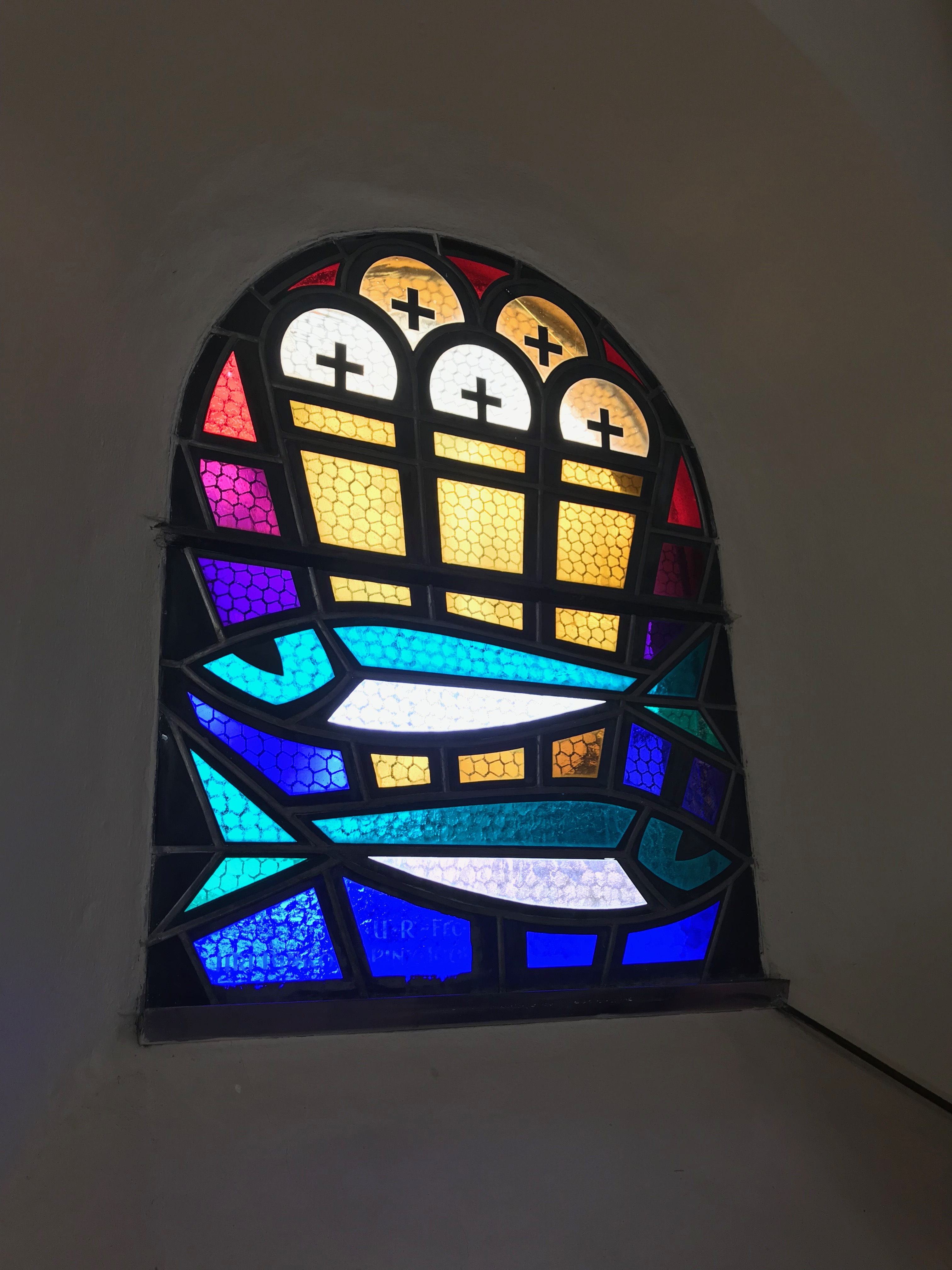
Jiří Binko, vitráž v kostele v Křižánkách na Vysočině, motiv ryby, 1961, foto: Simona Binko
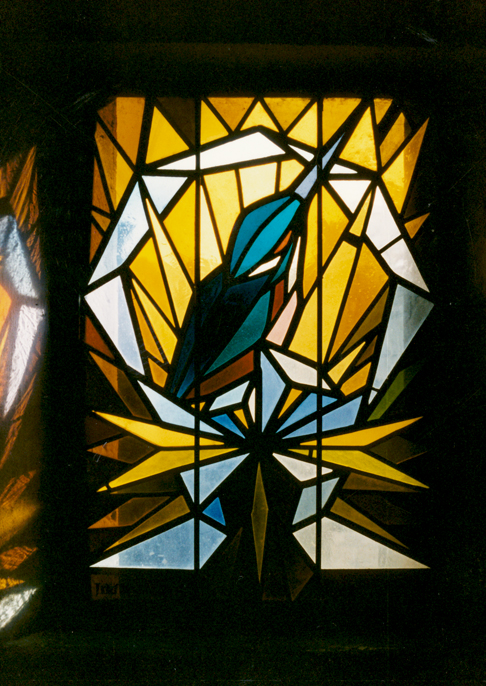
Jiří Binko, vitráž na Staré mostecké věži v Praze, motiv ledňáček, 50. léta 20. století, Foto: Taťána Binková
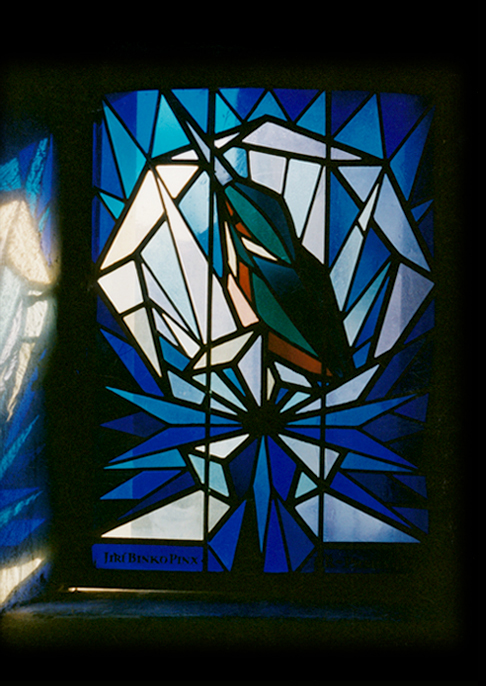
Jiří Binko, vitráž na Staré mostecké věži v Praze, motiv ledňáček modrý, 50. léta 20. století, Foto: Taťána Binková
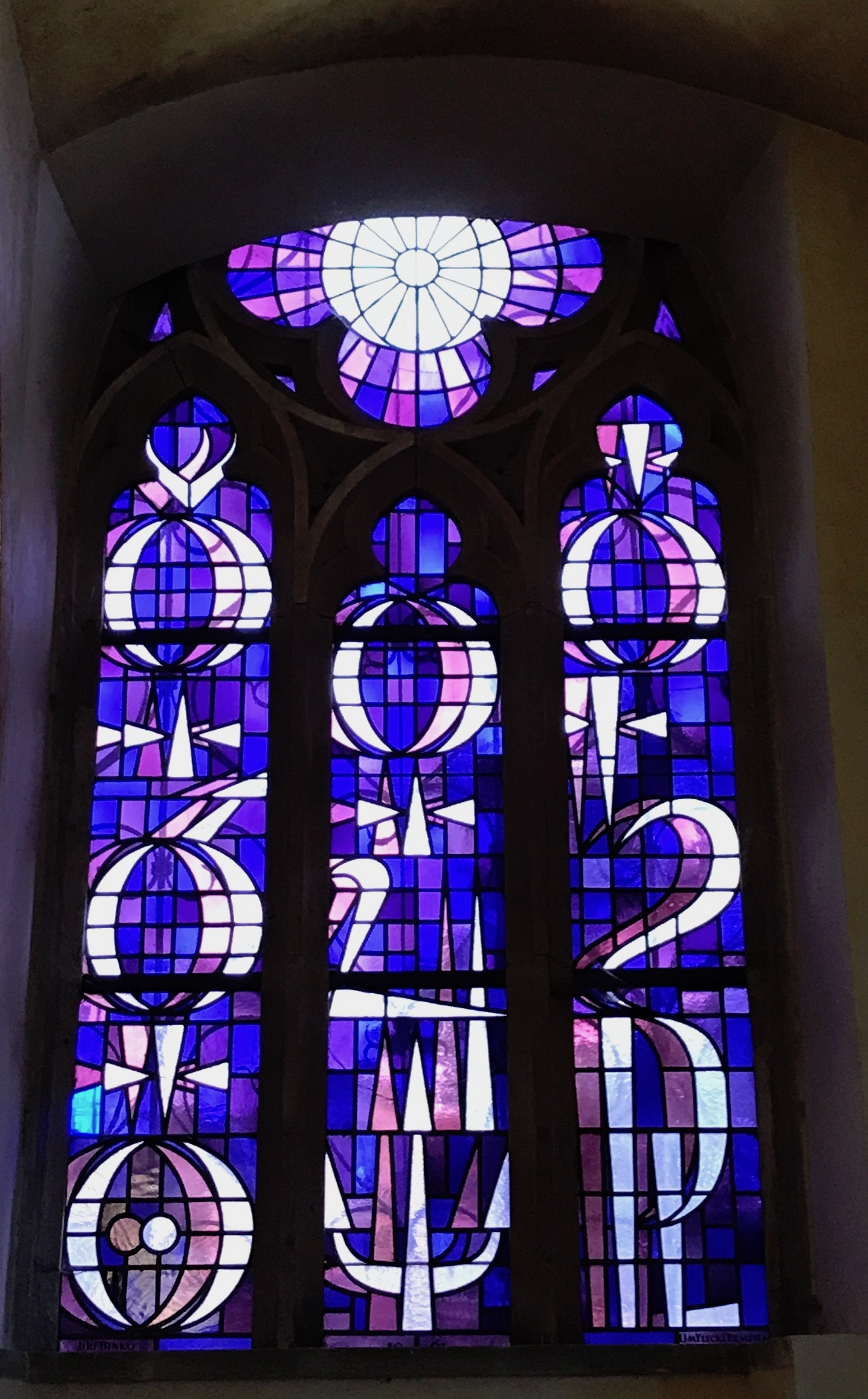
Jiří Binko: vitráž klášter Na Slovanech (Emauzy) pro Astronomiscký ústav ČSAV, motiv Astronomické symboly planet, 1961
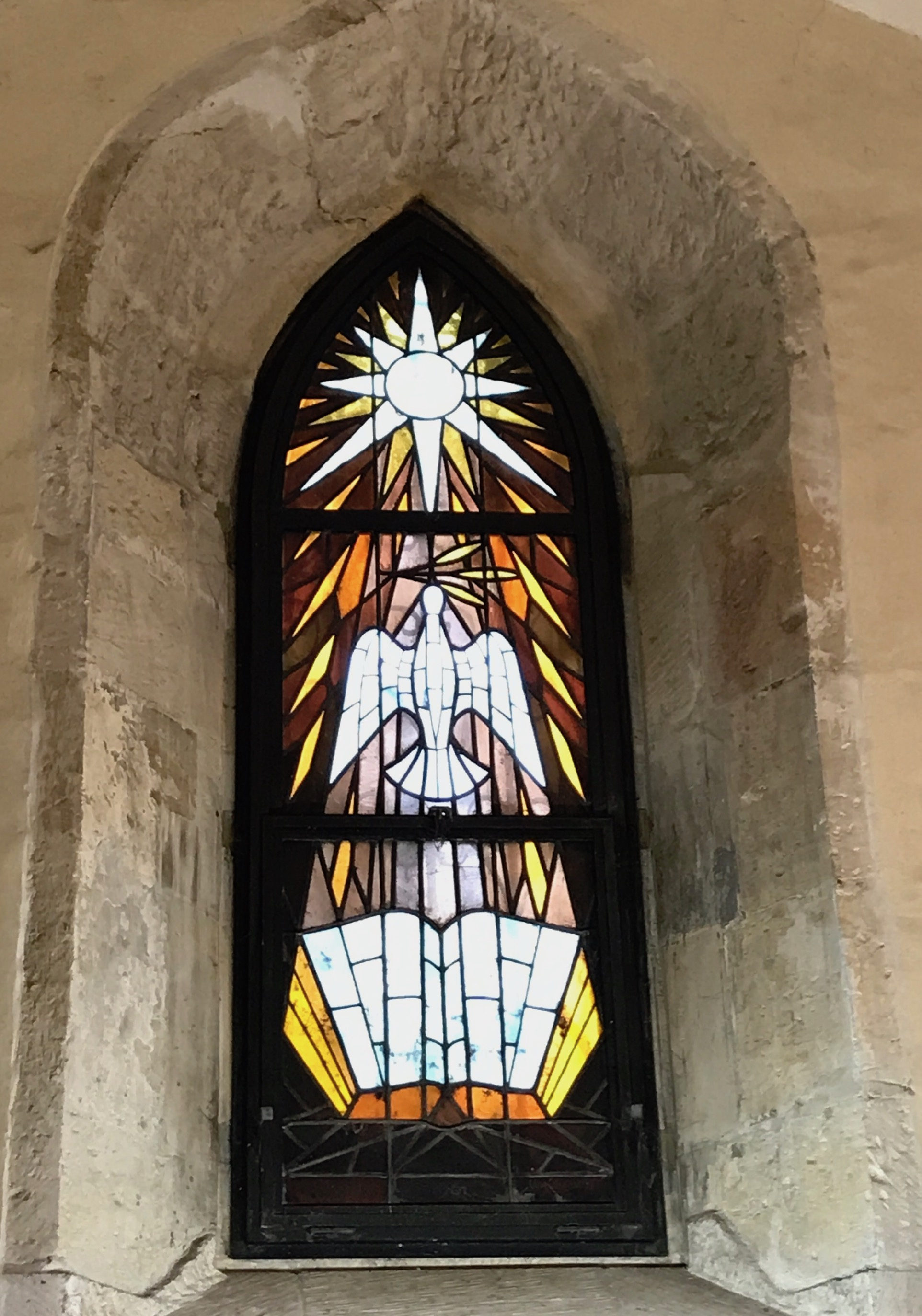
Jiří Binko: vitráž klášter Na Slovanech (Emauzy), motiv Svatý duch, 1961

### Práce s kovem
Tematicky i stylově na tuto tvorbu navázala jeho práce s kovem:
návrh dvoudílné bronzové mříže s postavami svatého Benedikta a svatého Vojtěcha, kryjící vstup na schodiště do románské krypty kostela sv. Markéty v Praze-Břevnově (1969), mříž byla později přenesena do chodby kláštera, protože vlhkost z krypty ohrožovala dřevořezby chórových lavic a fresky. Další figurální i ornamentální návrhy kovaných mříží v církevních i světských památkových objektech, například
figurální mříž se dvěma maltézskými rytíři na vstupní bráně do dvora ke kostelu Panny Marie pod řetězem v Praze (50.-60. léta).
Později spolupracoval na kultivaci veřejného a podnikového prostoru města Prahy: orientační plán botanického parku v Praze - Průhonicích (1967), osvětlovadla pro kulturní dům v Králově Dvoře, plastika pro VAKUS v P̥raze 5 na Smíchově, v Holečkově ulici (zkratka z Výpočetní a kontrolní ústředna spojů, dnes je její objekt určen na prodej), informační tabule s logem Vysoké školy zemědělské v pražském Suchdole apod.

Jiří Binko: Práce s kovem
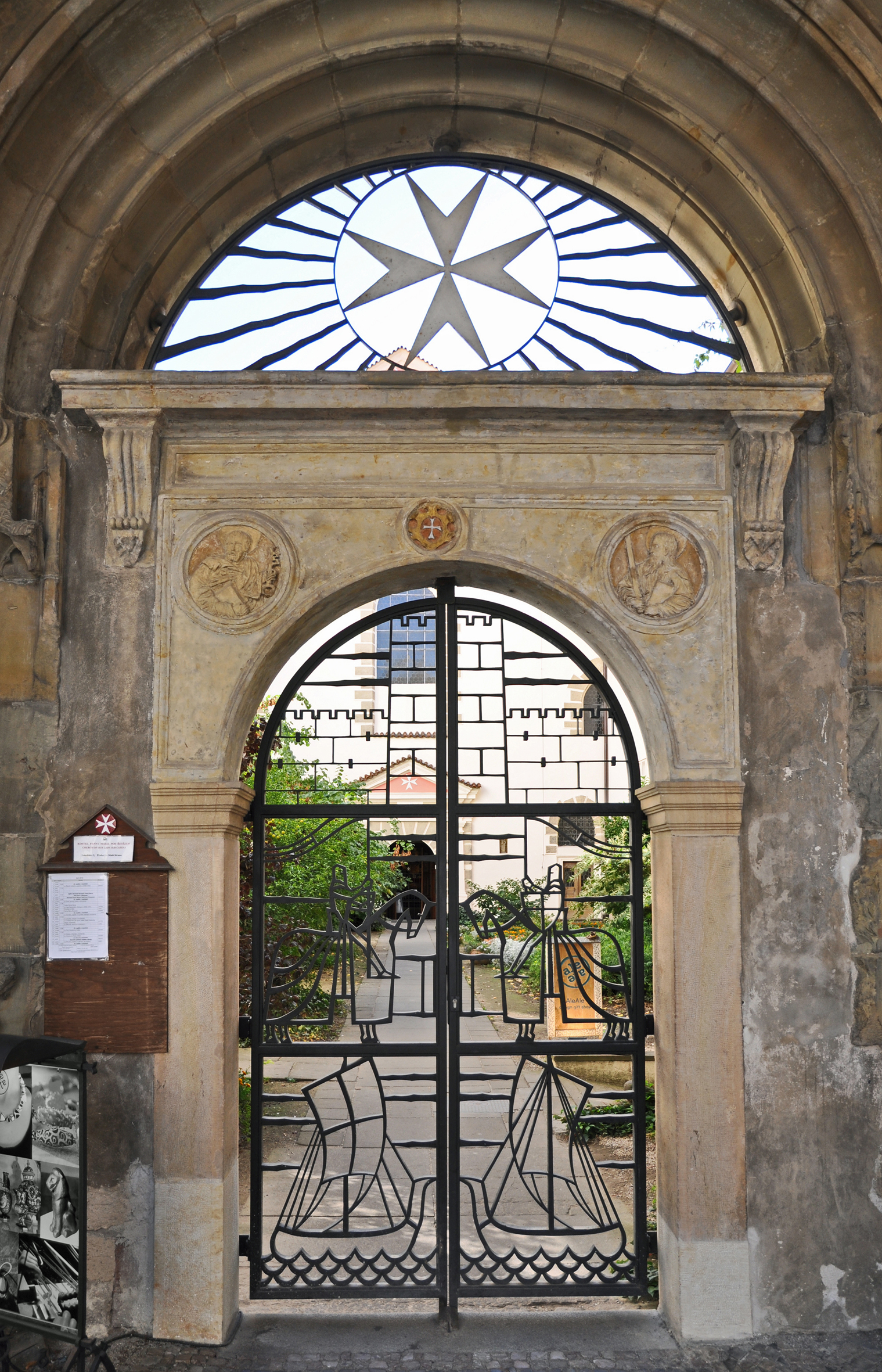
Jiří Binko, vstupní brána do kostela Panny Marie Pod Řetězem v Praze (detail), motiv Maltézští rytíři, 50.-60. léta 20. století, Foto: Taťána Binková
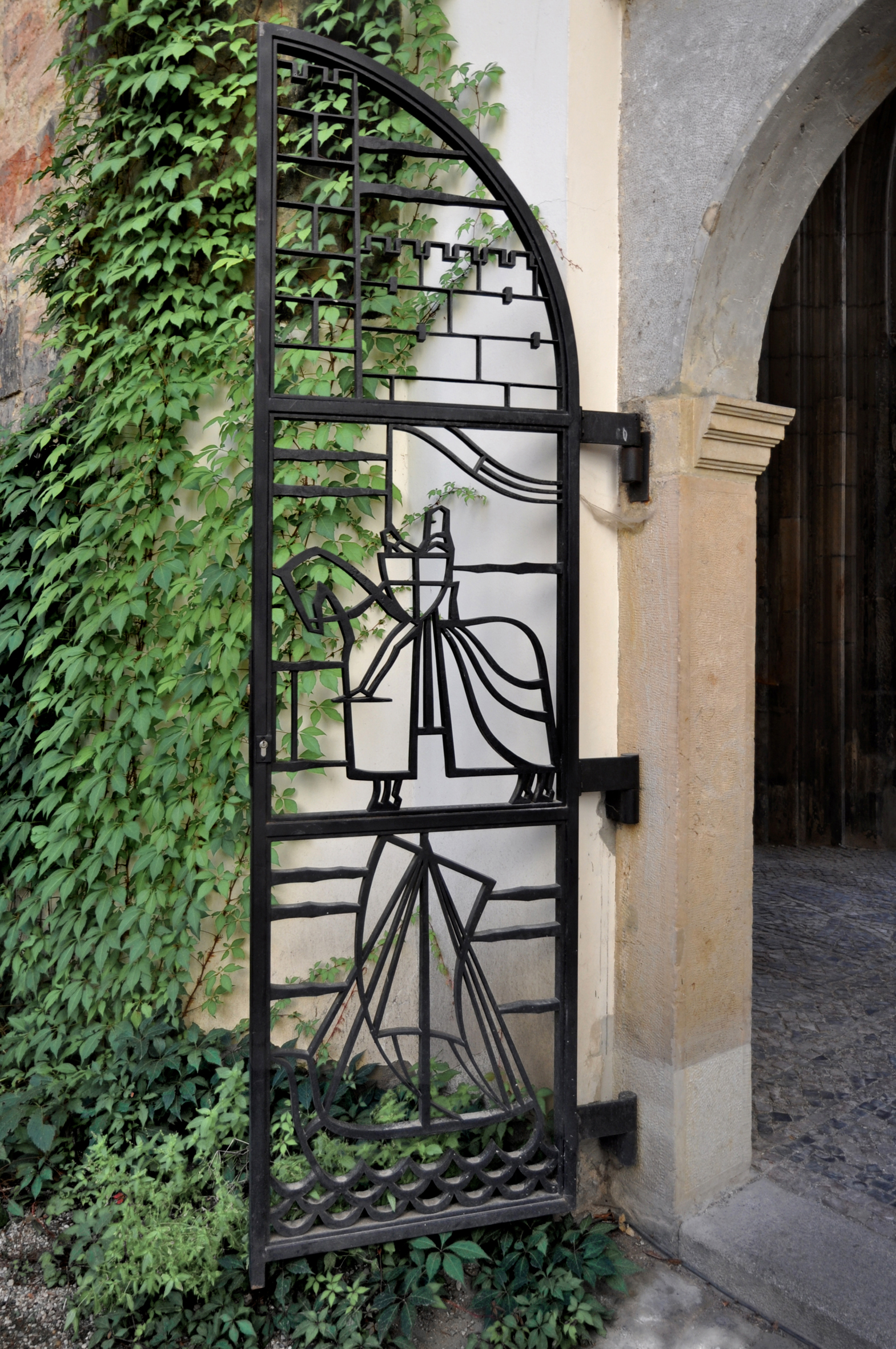
Jiří Binko, vstupní brána do kostela Panny Marie Pod Řetězem v Praze (detail), motiv Maltézští rytíři, 50.-60. léta 20. století, Foto: Taťána Binková
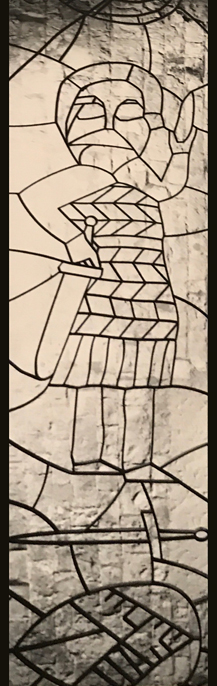
Jiří Binko, mříž Juditina věž v Praze, 50.-60. léta 20. století

### Malířská a grafická tvorba
Po celý svůj život se Jiří Binko věnoval i veřejnosti doposud neznámé malířské tvorbě, počínaje ranou krajinářskou tvorbou svázanou s jeho rodným krajem přes květinová zátiší a rodinné portréty až k celoživotní fascinaci literární postavou ideálního rytíře Dona Quijota, s jehož morálními principy jej mnozí jeho současníci ztotožňovali. Věnoval se také grafice (od rané spolupráce s nakladatelstvím Supraphon přes drobnou grafiku – exlibris, svatební či smuteční oznámení pro okruh přátel a známých – k nerealizovaným návrhům poštovních známek).

Při příležitosti oslav 700. výročí založení Krucemburku vytvořil v roce 1966 grafický návrh realizované textilní záložky s motivem náhrobku Mikuláše Střely z Rokyc, použitého znovu (již posmrtně) v roce 1991 v souvislosti s oslavami 750. výročí první historicky doložené zmínky městyse Krucemburk.     

Jiří Binko: Malířská a grafická tvorba
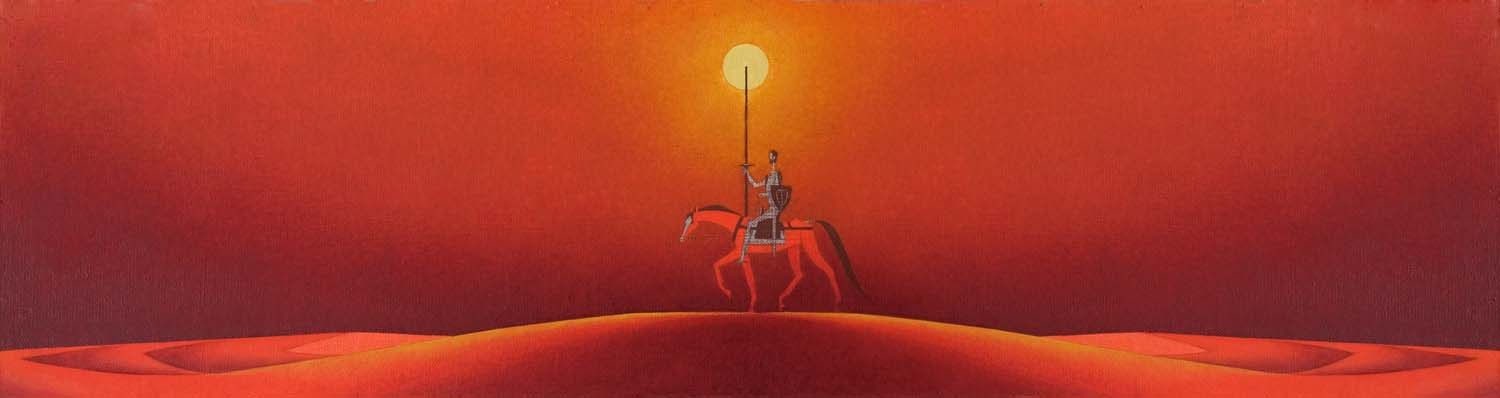
Jiří Binko, Don Quijote, olej na sololitu, 80. léta, nedokončeno, foto: Taťána Binková
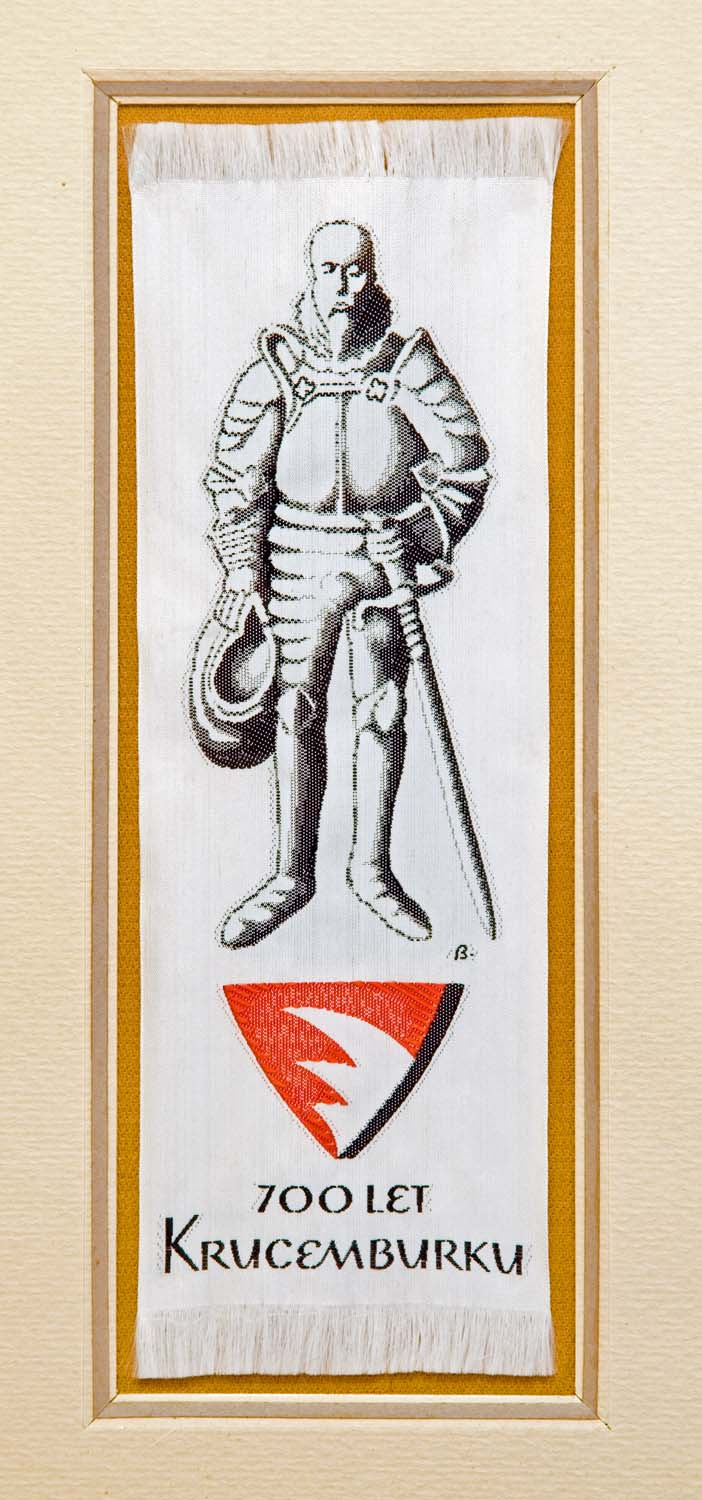
Jiří Binko, textilní záložka s motivem náhrobku Mikuláše Střely z Rokyc k příležitosti oslav 700. výročí založení Krucemburku, 1966/1991
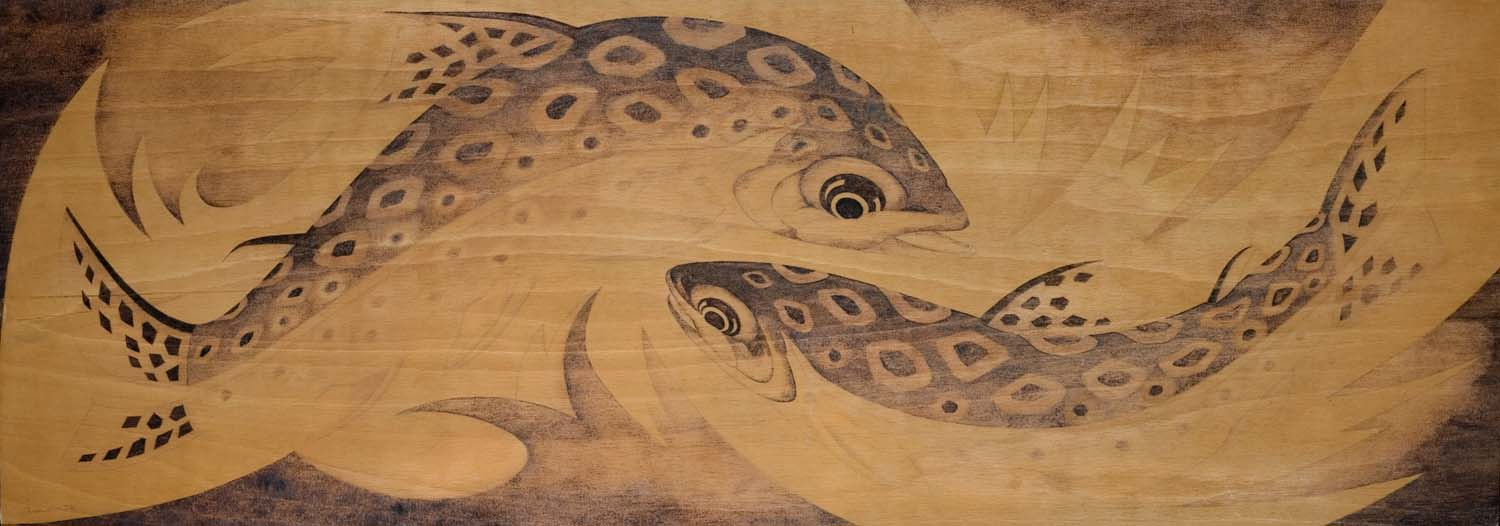
Jiří Binko, studie pro mozaiku pro lázně v Zemianských Kostolanech, vypalované dřevo, 1974. Foto: Taťána Binková

V roce 1994 Společnost Jana Zrzavého spolu s obecním úřadem v Krucemburku zaštítily výstavu části Binkova uměleckého díla v jeho rodišti.
Celá jeho tvorba, pohybující se plynule mezi užitým a volným uměním, se záhy oprošťovala od akademických vzorů a směřovala mimo veškeré dobové trendy k svébytnému rukopisu výrazných kontur, zjednodušujících linií a osobité barevné škály. Ve svém celku dodnes čeká na své zhodnocení.